# Ordgarius hobsoni
Ordgarius hobsoni är en spindelart som först beskrevs av O. Pickard-Cambridge 1877.  Ordgarius hobsoni ingår i släktet Ordgarius och familjen hjulspindlar. Inga underarter finns listade i Catalogue of Life.